# 12517 Grayzeck
12517 Grayzeck este un asteroid din centura principală de asteroizi.

## Descriere
12517 Grayzeck este un asteroid din centura principală de asteroizi. A fost descoperit pe 30 aprilie 1998 la Stația Anderson Mesa în cadrul programului LONEOS. Asteroidul prezintă o orbită caracterizată de o semiaxă mare de 2,35 ua, o excentricitate de 0,20 și o înclinație de 0,7° în raport cu ecliptica.